# Fujikawa
Fujikawa (jap. 富士川町 Fujikawa-chō) – miasto w Japonii, na wyspie Honsiu, w prefekturze Yamanashi. Według danych na rok 2020 miejscowość zamieszkiwało 14 219 mieszkańców , a gęstość zaludnienia wyniosła 127 os./km².